# Gaszentrifuge

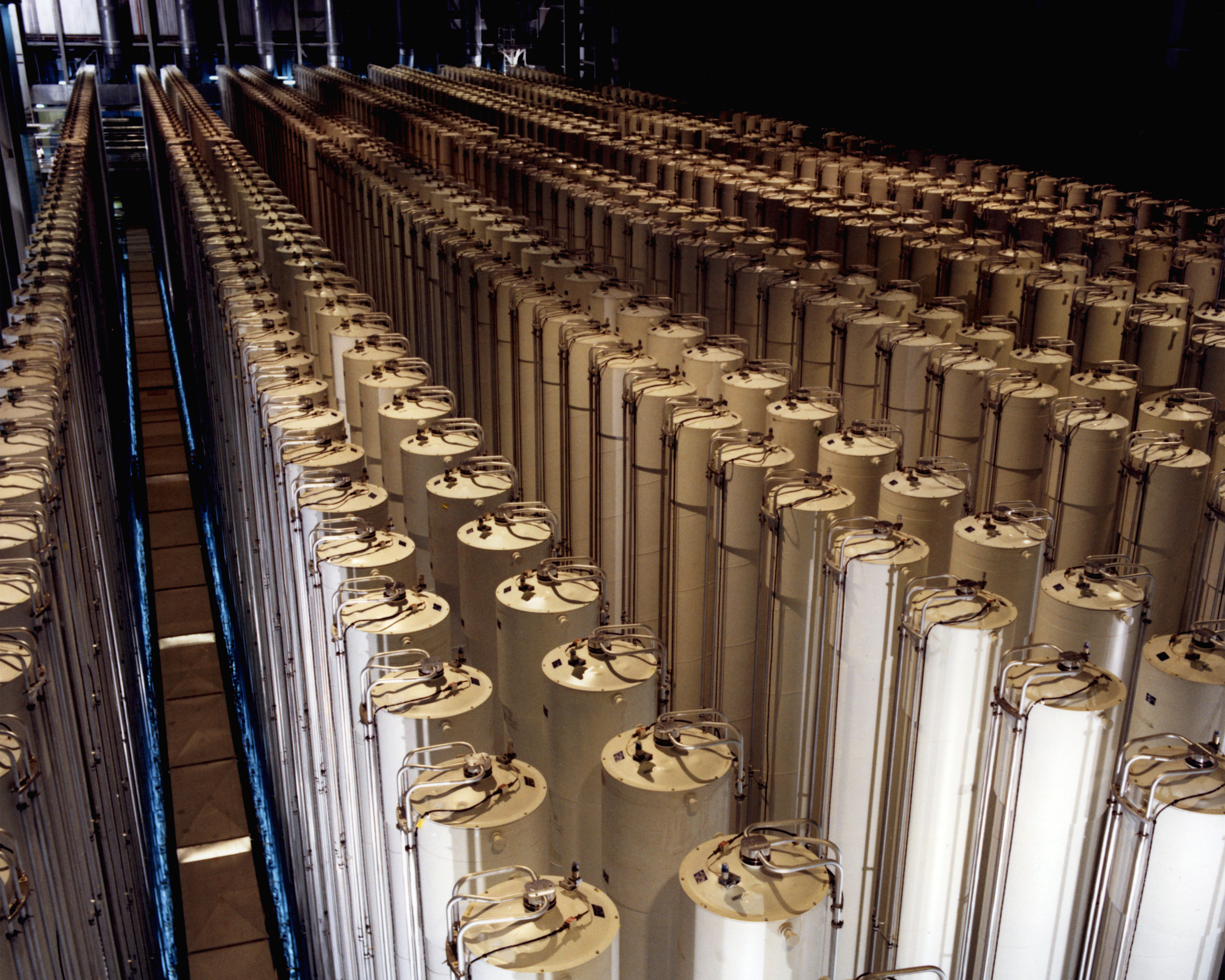
Mehrere Gaszentrifugen einer ehemaligen Anlage in Piketon, 1984.

Eine Gaszentrifuge, oder auch Gas-Ultrazentrifuge genannt, ist eine Zentrifuge, die der physikalischen Trennung verschieden schwerer Gase mit Hilfe der Trägheit dient. 
Gaszentrifugen sind wesentliche Einrichtungen im nuklearen Brennstoffkreislauf zur Anreicherung von Uran für die Verwendung in Kernreaktoren.
Die Technologie gilt als Nachfolger der Gasdiffusionsmethode bzw. ist der Stand der Technik in diesem Bereich. Sie gilt als „kritische Technologie“ und wird im Rahmen der nuklearen Nichtverbreitung durch die Internationale Atomenergie-Organisation (IAEO) im Rahmen des Atomwaffensperrvertrags (AVV) reguliert bzw. kontrolliert.

## Verwendung
Sie wird industriell unter anderem bei der Uran-Anreicherung eingesetzt, um gasförmiges Uranhexafluorid in Fraktionen mit höherem Anteil an 238U auf der einen sowie einem höheren Anteil am etwas leichteren 235U auf der anderen Seite zu trennen.
Zur nennenswerten Anreicherung muss eine große Anzahl von Gaszentrifugen hintereinandergeschaltet werden. Das in Spuren vorhandene 234U, welches aus 238U entsteht (Alphazerfall des 238U gefolgt von zwei Betazerfällen), wird dabei sogar verhältnismäßig noch stärker angereichert als 235U, was zum „Fingerprinting“ von Uran aus Wiederaufarbeitung genutzt werden kann.
Die physikalische Trennung der Isotope anhand ihrer Atommassen ist erforderlich, da ihre chemischen Eigenschaften so gut wie identisch sind und daher chemische Verfahren wie Reduktion oder Ausfällung nicht anwendbar sind.
Aufgrund der sehr geringen Masseunterschiede der verschiedenen Isotope muss eine Gaszentrifuge mit sehr hohen Drehzahlen arbeiten und aus hochfesten Werkstoffen bestehen. Laut dem „Lexikon für Physik“ hat eine Zentrifuge mit einer Drehzahl von 76.000/min und einem Radius von 6,5 cm einen Anreicherungsgrad von 1,16.
Gegenüber anderen Anreicherungsverfahren erfordern Gaszentrifugen einen geringeren Energieeinsatz. Er beträgt etwa 200 kWh/kg Urangemisch und ist im Vergleich zu dessen bei der Spaltung freiwerdender Energie vernachlässigbar.

## Geschichte
Die Konstruktion der Zentrifugen ist technisch anspruchsvoll und spielte in der Zeit des Kalten Krieges eine große Rolle im Wettlauf zur Entwicklung von Kernwaffen. Im Zweiten Weltkrieg spielte hingegen die Gasdiffusionsmethode eine primäre Rolle, z. B. an Standorten Paducah oder Oak Ridge (K-25).
Gaszentrifugen wurden ab 1945 in der Sowjetunion maßgeblich durch den nach Sochumi verbrachten deutschen Wissenschaftler Max Steenbeck bis zur technischen Anwendbarkeit entwickelt und sind heute das Standardverfahren zur Urananreicherung. Die Technik wird ebenfalls mit den Ingenieuren Jesse W. Beams und Gernot Zippe in Verbindung gebracht.
Der deutsche Physiker Fritz Lange entwickelte ebenfalls ein Verfahren, genannt „ZD-Trennrohr“ bzw. Zirkulationsdiffusions-Rohr, welches aber keine Gaszentrifuge war, sondern auf Diffusion und Strömung beruhte. Er hatte sein Wissen im sowjetischen Atomprojekt auch in Bezug auf die Separation von Uranisotopen angewendet. Das Verfahren wurde jedoch für biologische Zwecke angepasst, insbesondere für die die Fraktionierung von Makromolekülen und die Trennung von Biomolekülen.
Die Vereinigten Staaten von Amerika (USA) hielten nach dem Zweiten Weltkrieg die „Dual-Use Technologie“ der Gaszentrifugen sogar vor Verbündeten geheim, so dass Kanada als zweites Land, dessen (Forschungs-)Kernreaktoren Kritikalität erreichten, sich gezwungen sah, den Schwerwasserreaktor vom Typ CANDU zu entwickeln, welcher mit Natururan betrieben werden kann.
Heute sind Gaszentrifugen Teil des nuklearen Brennstoffkreislaufs und ermöglichen die Anreicherung von Uran für verschiedene Reaktortypen. Weltweit gibt es nur wenige Unternehmen, die diese Technologie beherrschen und kommerziell betreiben.

## Kontroversen

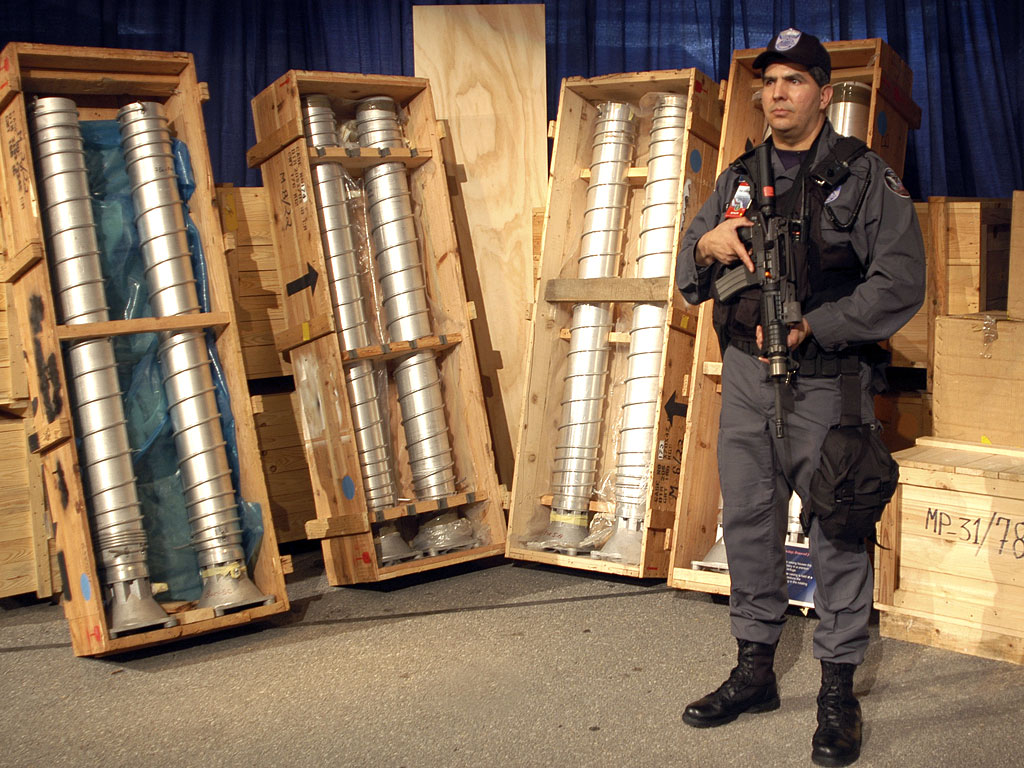
Im Jahr 2003 wurden Gaszentrifugen in Italien sichergestellt, die von dem Frachter BBC China auf dem Weg von Pakistan nach Libyen waren. Libyen erlaubt den USA die Geräte zu sichern. Sie wurden in die USA gebracht.

### Iran
Hintergrund: Der vorderasiatische Staat Iran hat im Zuge der Genfer Atomkonferenz und der Atoms-for-Peace-Rede sein ziviles Atomprogramm 1957 gestartet. Es wurde ein Forschungszentrum und Forschungsreaktor errichtet und kommissioniert. Im Jahr 1974 unterschrieb Iran, als einer der Staaten, die den Atomsperrvertrag (NVV) unterschrieben haben, das NPT-Safeguards Agreement, das der Internationale Atomenergie-Organisation (IAEO) die Inspektion von Nuklearanlagen ermöglicht. Zu nennen ist hier das Kernkraftwerk Bushehr, an dessen Bau auch die deutsche Kraftwerk Union (KWU) beteiligt war.
Im Jahr 2002 wurden Details zu einem bisher unbekannten Atomprogramm und unbekannten Nuklearanlagen bekannt. Die neuen Anlagen sind in Natanz und eine Produktionsanlage für schweres Wasser in Arak. Letztere liegt auf dem Gelände des Reaktors IR-40. Der damalige Präsident Mohammad Chatami bestätigte die Informationen und lud die IAEO zu Kontrollen ein. Seitdem gibt es kontroverse Informationen über das iranische Nuklearprogramm hinsichtlich einer zivilen oder möglicherweise militärischen Nutzung von Kernenergie. Eine besondere Rolle spielen dabei eine oder mehrere unterirdische Urananreicherungsanlagen. Als kritisch gilt dabei die Anreicherung von Uran-235 auf über 20 %. Für Kernwaffen sind jedoch über 80 % erforderlich.
Im Jahr 2010 wurden iranische Anlagen mit Gaszentrifugen durch den Computerwurm Stuxnet angegriffen. Durch die von außen veränderte Drehzahl wurden zahlreiche Zentrifugen destabilisiert und zerstört.
Die IAEO und die „P5+1-Staaten“ versuchten zuletzt, mit der Islamischen Republik Iran ein Abkommen zur zivilen Nutzung der Kernenergie auszuarbeiten. Seit 2015 wird an dem Joint Comprehensive Plan of Action (JCPOA) gearbeitet, der auf dem Vorgänger, dem Iran nuclear deal framework, aufbaut.

### Pakistan
Der pakistanische Ingenieur Abdul Kadir Khan hat die Technologie bei dem Unternehmen Urenco in den 1970er Jahren kennengelernt und für das pakistanische Kernwaffenprogramm entwendet.

### Nordkorea
Am 13. September 2024 veröffentlichte die staatliche Nachrichtenagentur Korean Central News Agency einen bisher unbekannten Einblick in eine Anlage zur vermuteten Anreicherung von Uran. Es gibt keine weiteren Informationen zu der Anlage. Als Experte des Atomprogramms von Nordkorea, welcher das Land und ein Teil seiner Anlagen bereits besucht hat, gilt der Kernwaffen- und Plutoniumexperte Siegfried Hecker.

## Kommerzielle Entwicklungen
Im Jahr 2023 wurde eine kommerzielle (zivile) Urananreicherungsanlage, die erste in Jahrzehnten, in den USA eingeweiht. Die Anlage befindet sich in Piketon. Sie wird von der Firma Centrus Energy und dem Teilunternehmen American Centrifuge Operating betrieben.